# Richard Verderber
Richard Verderber, kočevskonemški častnik in sabljač, * 23. januar 1884, Kočevje, † 8. september 1955, Dunaj.

## Življenjepis
Verderber se je rodil v družini kočevskih Nemcev in je po zaključeni nižji gimnaziji v Kočevju odšel v kadetnico v Mariboru in nato v Lvovu, kjer je leta 1902 končal šolanje. Po zaključku šolanja je bil dodeljen 10. pešpolku, ki je bil nastanjen v Jarosławu v Galiciji (današnja Poljska). Že leta 1907 pa je postal inštruktor sabljanja na telovadni in sabljaški šoli avstro-ogrske vojske v Dunajskem Novem mestu, kjer je bil hkrati tudi slovenski častnik in sabljač Rudolf Cvetko. Inštruktor je ostal do leta 1914. Kot izredno talentiran sabljač je bil večkrat vojaški prvak tako s sabljo kot s floretom, bil je tudi državni prvak in zmagovalec na različnih mednarodnih turnirjih.
Na olimpijskih igrah v Stockholmu leta 1912 je kot član avstrijske sabljaške reprezentance osvojil srebrno olimpijsko medaljo v ekipnem tekmovanju s sabljo in bronasto v tekmovanju posameznikov s floretom.
Leta 1914 je bil premeščen v 84. pešpolk s sedežem v Dunajskem Novem mestu in z njim je po začetku prve svetovne vojne odšel na vzhodno fronto, kjer je ostal vse do premestitve na reko Piavo leta 1918. Kot poveljnik čete se je večkrat izkazal in bil odlikovan z vrsto odlikovanj.
Po koncu vojne je postal častnik v avstrijski vojski; do upokojitve leta 1934 je dosegel čin polkovnika. Tudi po upokojitvi je bil aktiven v sabljaških organizacijah, med drugim je bil od leta 1934 učitelj sabljanja v prestižnem dunajskem sabljaškem klubu Union in trener avstrijske sabljaške reprezentance na olimpijskih igrah v Berlinu leta 1936. Kot sabljaški učitelj je tudi gostoval v različnih evropskih mestih. Ker se je leta 1919 poročil s judinjo, ki je pred poroko prestopila v katolicizem, je imel po Anschlussu težave, vendar ga je rešil njegov sloves in pomoč prijateljev. Po vojni je bil zopet dejaven v avstrijski sabljaški organizaciji.